# Kops
Kops è un film del 2003 diretto da Josef Fares.
Il regista, autore anche di Jalla! Jalla!, offre in questo film una commistione di generi con rimandi a film più o meno conosciuti al suo interno. Partendo come commedia sentimentale con le vicissitudini del protagonista, passa alla vera parodia dei film d'azione americani pieni di imprese impossibili per concludere con una chicca che rimanda al cinema di fantascienza.

## Trama
(Padre di Mike a Benny)
In uno sperduto paesino svedese di campagna la vita scorre tranquilla e serena finché non viene presa la decisione dall'autorità centrale di chiudere la caserma di polizia locale per assenza di crimini che giustifichino la sua presenza (che per questo viene vista solo come uno spreco di finanze pubbliche). Viene quindi mandata a compiere un'ultima verifica la bella Jessica che una volta al distretto comunica la spiacevole notizia.
I membri del distretto, colti dalla disperazione elaborano un piano per salvare dalla chiusura il centro di polizia: mettono quindi in atto "efferati" crimini (come far saltare in aria il chiosco dei panini o rubare un pacchetto di würstel dal vicino supermarket). Ma il piano non regge agli occhi dell'astuta Jessica, fondamentalmente per le gaffe ripetute dei poliziotti, ognuno preso dai propri problemi privati, e alla fine saranno costretti a tentare l'ultima carta assoldando un ubriacone per rapire un bambino. Ma anche questa volta, qualcosa va decisamente storto.

## Personaggi
- Jacob - il protagonista del film, il più "normale" del gruppo. Nel tempo libero si dedica agli appuntamenti tramite inserzioni per trovare finalmente una nuova mamma a sua figlia e una compagna per la vita. Per scaramanzia, ogni volta che esce dalla macchina deve suonare ripetutamente e in modo isterico il clacson.
- Benny - sogna una vita più movimentata e parla sovente come nei film americani, esercitandosi a dire parolacce nello slang usato per le strade. In realtà però non è portato per una vita simile e sotto pressione, come si troverà alla fine della pellicola, risentirà in modo particolare dello stress accumulato.
- Lasse e Agneta - una tipica coppia piena di problemi e incomprensioni che porta i propri disguidi sentimentali anche al lavoro, chiedendo consigli ai colleghi.
- Jessica Lindblad - fredda nei confronti dei poliziotti e determinata a compiere il proprio dovere, si lascia poco per volta coinvolgere in una specie di relazione amichevole con Jacob.

## Riconoscimenti
- Bermuda International Film Festival - Premio della giuria
- Hamburg Film Festival - Audience Award
- Montreal World Film Festival - Golden Zenith
- Peñíscola Comedy Film Festival - Miglior attore e Miglior film